# Andro Ursić
Don Andro Ursić (Selca, 7. listopada 1949.), hrvatski katolički svećenik, crkveni dužnosnik i publicist.

## Životopis
Rodio se je 1949. u Selcima na Braču. U rodnom selu pohađao je osnovnu školu. Kao dijete bio je ministrant. Školovanje je nastavio u Splitu gdje je završio srednju školu. U Splitu je ostao na studiju, gdje je završio teološko-filozofski fakultet. Otac don Andre Ursića bio je u drugom svjetskom ratu mobiliziran od partizana i proveo mnogo dana na položajima na Biokovu. Za jedne akcije, suborci njegova oca zarobili su skupinu ustaša, a jedan od partizana uzeo je trnokop i probio prsa zarobljenom ustaši. Ta je dramatična očeva pripovijest bila prvo Ursićevo saznanje o suprotnostima dviju vojski unutar hrvatskog naroda.
Bio je poznat kao osoba koja se nikad nije uklapao u klišeje ni stereotipe. Radi svoje ustrajnosti u stavu, ostao je bez počasti da ga za svećenika zaredi sami papa u Vatikanu (Pavao VI.) niti poslije biskup njegove biskupije Celestin Bezmalinović, nego to je napravio tek splitsko-makarski nadbiskup Frane Franić 22. lipnja 1975. godine u Kaštel Lukšiću. Radilo se je o tome da Ursić nije htio ošišati svoju dugu kosu, a po protokol je bilo da se mora ošišati i na ređenje otići s kratkom kosom. Biskupu Franiću nije smetala Ursićeva duga kosa.
1975. se je godine Ursić tako zaredio za svećenika. Do 1981. je godine bio kapelan u gradu Hvaru. Potom se vratio na matični otok. Od 1981. do 1989. godine bio je župnik u Nerežišćima, Donjem Humcu i Dračevici.
Te 1989. odbio se je odazvati pozivu u rezervu JNA. Zbog toga je bio osuđen na 15 dana, na što je Ursić reagirao drsko hrabrom samostalnom akcijom. Na splitsku se je Pjacu 8. lipnja 1989. samostalno spustio u svećeničkoj reverendi s natpisom na prsima Moram u zatvor jer želim ljubav i mir bez oružja. Prolazničke reakcije bile su različite. Poznati novinar Slobodne Dalmacije Momčilo Popadić upozorio ga je na opasnost onoga što izvodi s obzirom na mnoštvo udbaša; Ursić je obrazložio, a novine sutradan korektno prenijele. Uskoro je Ursića UDBA saslušala, a Ursić odležao kaznu. Nakon toga iste godine postao je župnik u Supetru, gdje je ubrzo osnovao duhovni sastav Anđele” koji je pjevanjem pratio svete mise. Don Andro je nerijetko zapjevao uz gitaru za vrijeme liturgijskih obreda. Ursićev se pristup pokazao ispravnim, zbog čega ga je mladež odmah prihvatila.
U Supetru je župnikovao 23 godine. Za to je vrijeme utemeljio župni zbor svete Cecilije, obnovio bratovštinu sv. Roka te stvorio prostorne pretpostavke i osnovao Župni muzej te galeriju umjetnina Ostoja.
Uz pomoć inozemnih prijatelja, mjesnih vjernika i ljubitelja kulturne baštine, obnovio je krov župne crkve i urediti iz temelja župnu crkvu Navještenja Marijina i župnu kuću. Obnovio je orgulje i proširio kor. Dao je podići kameni spomenik zavjetnom zaštitniku Supetra sv. Viktoru i spomenik Majci Tereziji, koji je otkrio američki glumac Martin Sheen. Ursić je uspio privesti ka kraju i radove na obnovi zvonika. Pisao je za župni list Mozaik, pismima se javljao u raznim listovima, poput Hrvatskog tjednika i dr.
2011. objavio je knjigu Gay-parade : manifestacije izopačene seksualnosti.
2012. godine premješten je za župnika u Pučišća, mjesto obeznađeno krizom Jadrankamena.
Povjerenik je za mlade Hvarsko-bračko-viške biskupije.
Hvarsko-bračko-viški Biskup Slobodan Štambuk prigodom proslave 25. svećeničkog ređenja i mlade mise don Andre Ursića, don Andru imenovao počasnim kanonikom Stolnog kaptola hvarskog, a biskupski dekret pročitao je brački biskupski vikar don Stanko Jerčić.
Don Andro Ursić postao je vrlo omiljen među svojim župljanima. Biskupu Slobodanu Štambuku upućena je peticija s 1580 potpisa sa zamolbom da ne vrši premještaj i povuče dekret o premještaju iz Supetra u Pučišća.

## Vanjske poveznice
- Don Ivica Matulić - Svi moji Božići  Arhivirana inačica izvorne stranice od 17. travnja 2016. (Wayback Machine)
- Marko Dragić: Sveti Rok u tradicijskoj katoličkoj baštini Hrvata, Nova prisutnost 11 (2013) 2, na str. 176. – 177. zapisana je legenda o sv. Roku koju je kazao don Andro Ursić